# Novum Instrumentum omne

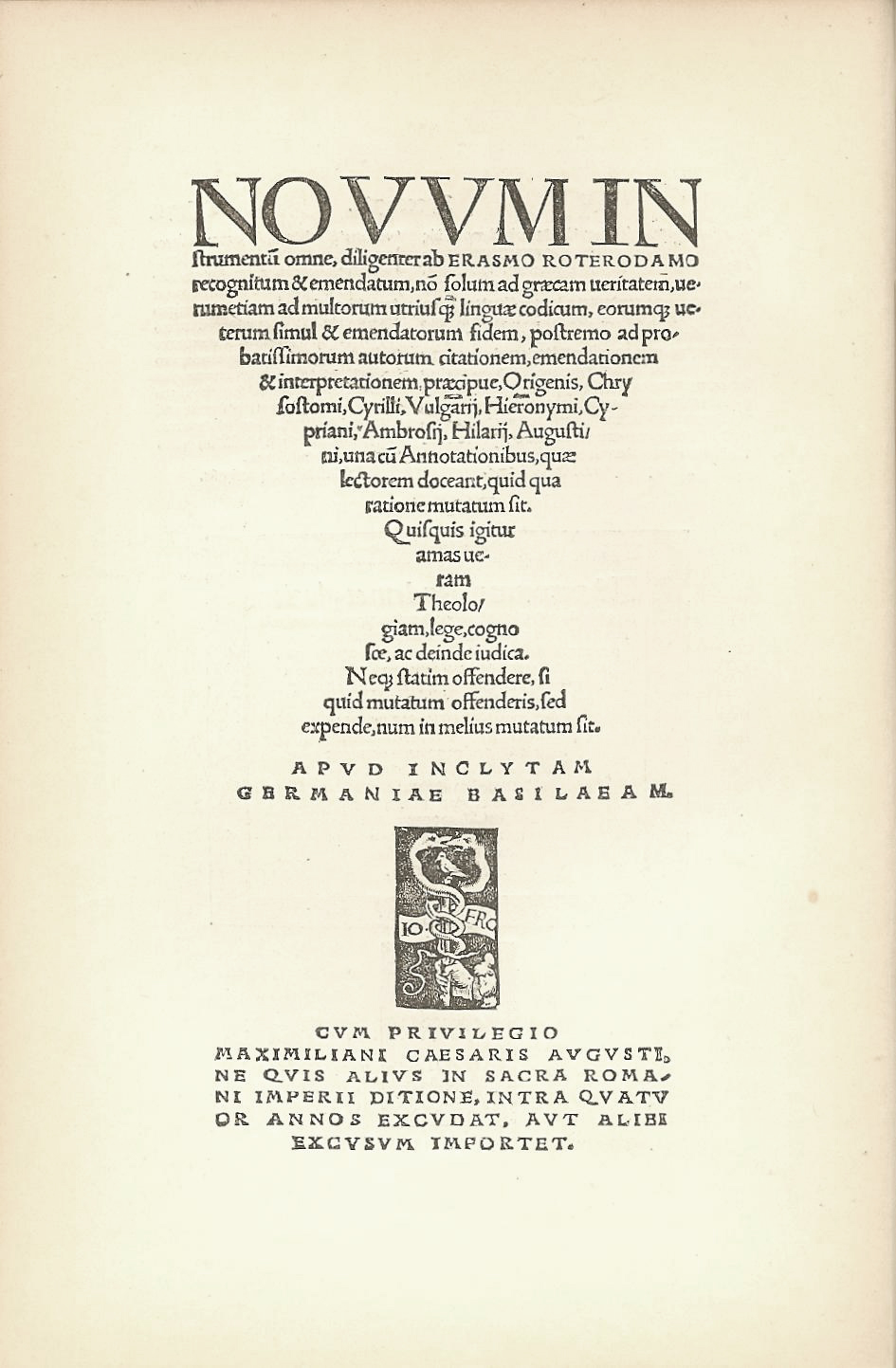
Primeira página do Novum Instrumentum omne de Erasmo de Roterdã estampando o longo título da obra

Novum Instrumentum omne (alterado na 2ª edição para Novum Testamentum omne; também conhecido como "Texto Recebido") foi o primeiro Novo Testamento em grego koiné (com uma tradução paralela em latim) publicado de forma impressa em 1516. Foi preparado pelo teólogo, padre católico, intelectual, filósofo, humanista e estudioso Erasmo de Roterdã (Desiderius Erasmus) (1466-1536) e impresso em 1516 por Johann Froben (1460-1527) de Basileia. Erasmo usou 6 manuscritos gregos recentes (séc. XII em diante) disponíveis em Basileia, porém, alguns versos em Apocalipse ele traduziu da Vulgata Latina, devido a falta de manuscritos. Portanto, trata-se de uma edição crítica, embora limitada a poucos manuscritos recentes, do Novo Testamento em grego.

## História
A história das edições impressas do Novo Testamento Grego inicia-se com dois homens. A primeira publicação do Novo Testamento Grego foi feito por Erasmo de Roterdão em 1516, o Novum Instrumentum omne, como foi chamado em latim. Embora a primeira edição tenha sido o da Bíblia Poliglota Complutense editada pelo Cardeal Francisco Jiménez de Cisneros, impressa em 1514, mas não publicada até 1520.

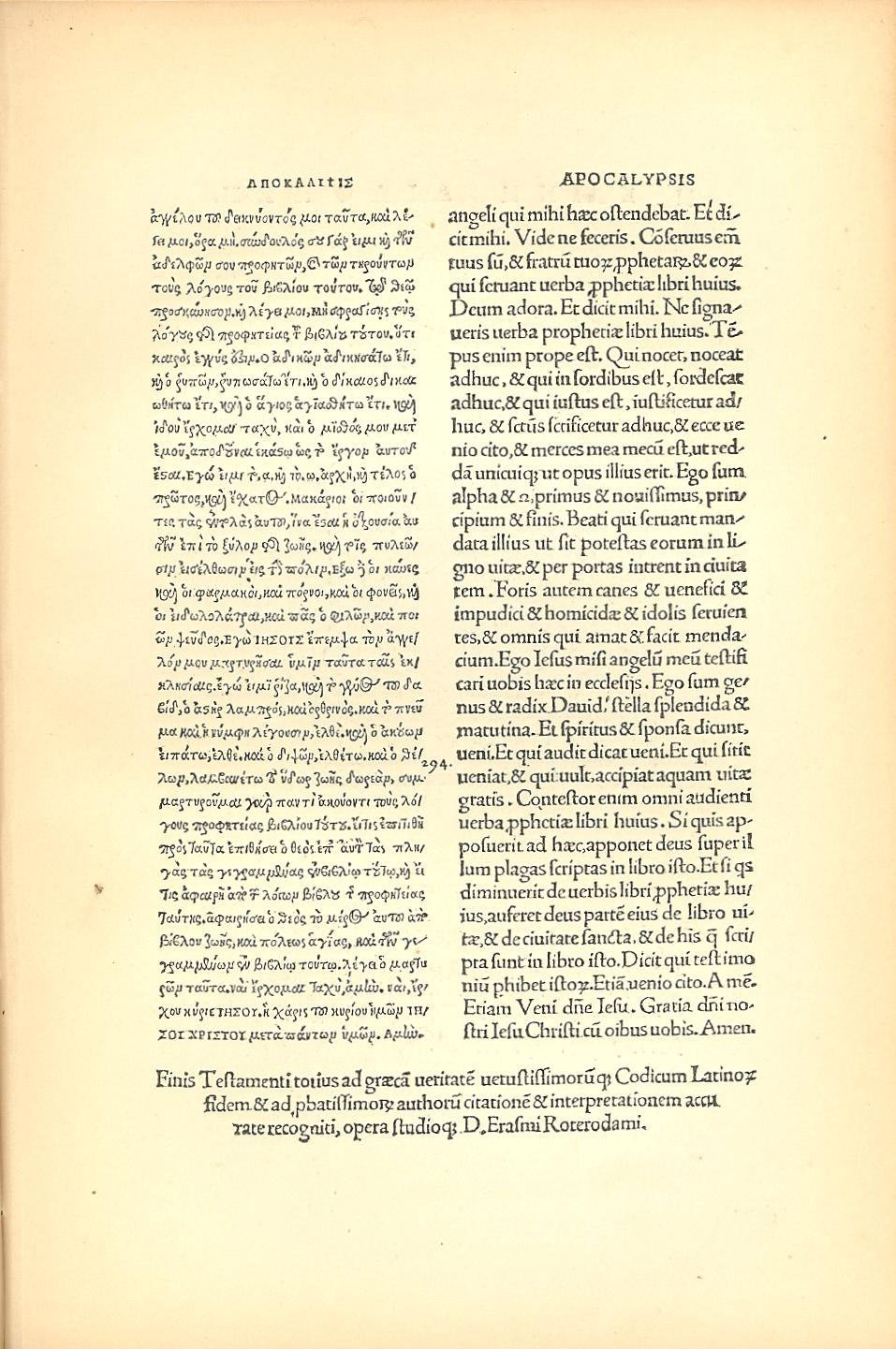
Última página do Novum Instrumentum omne

Novum Instrumentum omne teve várias outras edições publicadas (1522,1527 e 1535) tanto pelo próprio Erasmo, como por Beza, Estienne, e pelos Elzevirs, entre outros. As edições consideradas como as principais representantes do Textus Receptus são as edições de Estienne de 1550 (a terceira) e a edição dos Elzevirs de 1633.